# Ahmed Ould Bouceif
Ahmed Ould Bouceif (arabisch أحمد ولد بوسيف, DMG Aḥmad walad Būsaif; * 1934; † 27. Mai 1979) war ein mauretanischer Politiker und Oberstleutnant. Im April 1979 gelangte er zusammen mit Oberst Mohamed Khouna Ould Haidalla durch einen Staatsstreich gegen Oberst Mustafa Ould Salek an die Macht. In der neuen Regierung bekleidete er das Amt des Premierministers. Im Folgemonat wurde er bei einem Flugzeugabsturz vor der Küste Dakars getötet.
| Personendaten    | Personendaten            |
| ---------------- | ------------------------ |
| NAME             | Ahmed Ould Bouceif       |
| KURZBESCHREIBUNG | mauretanischer Politiker |
| GEBURTSDATUM     | 1934                     |
| STERBEDATUM      | 27. Mai 1979             |